# Divaldo Lara
Divaldo Vieira Lara (Bagé, 14 de julho de 1979), é um político brasileiro, filiado ao Partido Renovação Democrática (PRD). De 1 de janeiro de 2017 até 7 de novembro de 2024 atuou como prefeito de Bagé.
Anteriormente, havia sido vereador pela mesma cidade por dois mandatos consecutivos, tendo sido homenageado com o título de Vereador Emérito da Câmara de Vereadores de Bagé, honraria concedida a poucos vereadores da cidade. Foi também presidente da Câmara de Vereadores por um período. Divaldo Lara é formado em Gestão Pública.

## Carreira política
Logo do primeiro mês de governo, anunciou a compra de 1.200 exames para diminuir a fila de espera de exames de tomografia, ecografia abdominal, entre outros.
Em 2018, o prefeito causou controvérsia ao enaltecer as agressões trocadas entre militantes do Partido dos Trabalhadores e representantes da Bancada ruralista no município de Bagé, quando a cidade tornou-se a primeira parada da caravana do ex-presidente Luiz Inácio Lula da Silva pelo sul do Brasil. A posição do prefeito ganhou repercussão nacional quando ele presenteou o General Hamilton Mourão com um relho usado contra os apoiadores do ex-presidente Lula, afirmando que a recepção e o presente seriam gestos que caracterizariam a cidade Bagé.
Em 24 de setembro de 2019, o Tribunal de Justiça do Estado do Rio Grande do Sul ordenou cautelarmente o afastamento do prefeito por 180 dias, em face de diversas denúncias de corrupção oferecidas pelo MP-RS contra o político. Divaldo Lara foi impedido de frequentar as dependências da prefeitura e da Câmara de Vereadores, conforme despacho do desembargador Julio Cesar Finger. O prefeito foi notificado da decisão na manhã seguinte ao despacho, por integrantes da Procuradoria dos Prefeitos e membros do Gaeco. Período pelo qual a cidade de Bagé passou a ser administrada pelo vice-prefeito de seu primeiro mandato, Manoel Luiz Gonsalves Machado.
Cerca de 3 meses depois, o desembargador reconsiderou a decisão e, de forma inédita cassou a própria medida cautelar imposta ao prefeito em setembro, permitindo que ele retornasse ao cargo, embora tenha mantido a proibição de Divaldo manter contato com qualquer um dos demais 12 denunciados que integrariam a sua suposta quadrilha.
Em 2020, Divaldo Lara conseguiu ser reeleito ao cargo de prefeito de Bagé após receber 30.623 votos, totalizado 50% dos votos válidos.[10]. Uma de suas bandeiras na campanha foi a gestão atuante no combate ao Covid, tendo sido, inclusive, elogiado pelo presidente Jair Bolsonaro. 
Em 7 de novembro de 2024, a 55 dia de encerrar o mandado, renunciou ao cargo de prefeito da cidade de Bagé, alegando problemas de saúde “emocionais e psicológicos”. 

### Acusações de corrupção
Em agosto de 2022, Ministério Público sobre o caso sofreu censura prévia pelo Ministro Gilmar Mendes do Supremo Tribunal Federal.